# Jairo Guerrero
Jhon Jairo Guerrero (ur. 1962) – wenezuelski zapaśnik walczący w obu stylach. Zajął czwarte na igrzyskach panamerykańskich w 1995. Brązowy medal na mistrzostwach panamerykańskich w 1994. Trzy medale na igrzyskach Ameryki Środkowej i Karaibów, srebro w 1993. Wygrał igrzyska Ameryki Południowej w 1994. Trzykrotny medalista igrzysk boliwaryjskich, złoto w 1993. Brązowy medal na mistrzostwach Ameryki Centralnej w 1990 roku. Od 1992 trener zapasów, kierował drużyną Wenezueli na igrzyskach w Sydney w 2000 roku.